# 일본의 문화
일본의 문화는 일본의 선사 시대인 조몬 시대로부터, 아시아, 유럽, 북미로부터의 영향을 받은 현대 문화에 이르기까지 수천년에 걸쳐 변화해왔다.
전통적으로 초강대국으로 존재해왔던 중국 대륙의 한자 기반의 문화는 주변국가에 영향을 끼쳤으며, 일본 또한 예외가 아니었다.
초기에는 중국대륙에서 한반도로부터의 도래인을 통해, 나중에는 수 및 당과의 직접적인 문화 교류를 통해 중국 발상의 수많은 문화적 요소들이 일본으로 건너왔다.
한편, 일부 지역을 통해 포르투갈 선교사나 네덜란드 상인과의 교류가 존재하였으나, 에도 막부이래로는 일본 전체적으로는 흑선의 내항 및 메이지 시대가 되기까지 비교적 오랜 기간 동안 쇄국을 유지해왔다.
메이지 유신 이후부터 현대에 이르기까지는 구미로부터의 영향을 받아오며, 여러 가지 형태의 독자적인 일본만의 문화를 이루었다.
오늘날, 일본의 문화는 전세계적으로 파급되어 있으며, 이로 인해 대중 문화 면에서 세계적으로 발전되고 주목받는 문화 중 하나로 여겨지고 있다. 2020년 U.S. 뉴스 & 월드 리포트에 따르면 일본의 문화적 영향력은 아시아에서 가장 높은 순위를 기록했다.
일본의 전통 문화는 신토를 기축으로 시대에 따라 다른 문화를 도입하여 취사 선택을 반복해왔다. 일본문화의 특징을 나타내는 개념으로는 '와'(和)가 있다. 예전부터 일본을 가리키는 용어로 사용된 '와'는, 중국 또는 서양 문물과 대비되는 일본의 것을 나타내는 용어로 사용되어왔다. 또한 '야마토'(大和,倭)라는 용어도 있는데(야마토 고토바, 야마토 나데시코, 야마토 정신 등), 원래 나라 지방을 지칭하는 말이었으나, 동시에 일본 전체를 가리키는, 또는 일본에 있어서 외형은 아무리  변화하여도 근본적으로 유지하는 일본만의 개념을 가리키는 용어로도 사용된다. 귀족적인 문화도 상당히 강한 편으로 다니엘 이노우에가 방일 시에 키시 노부스케가 일본에는 유서깊은 무사, 화족, 황족 관계자가 있어 그들이 사회경제적인 리더십을 가지고 있는데, 일본계 미국인들은 일본을 버린 자들이었다는 경고를 주기도 했다. 자신과 가까운 사람들에게만 작용하는 수치나 명예 심리가 있다.

## 문학

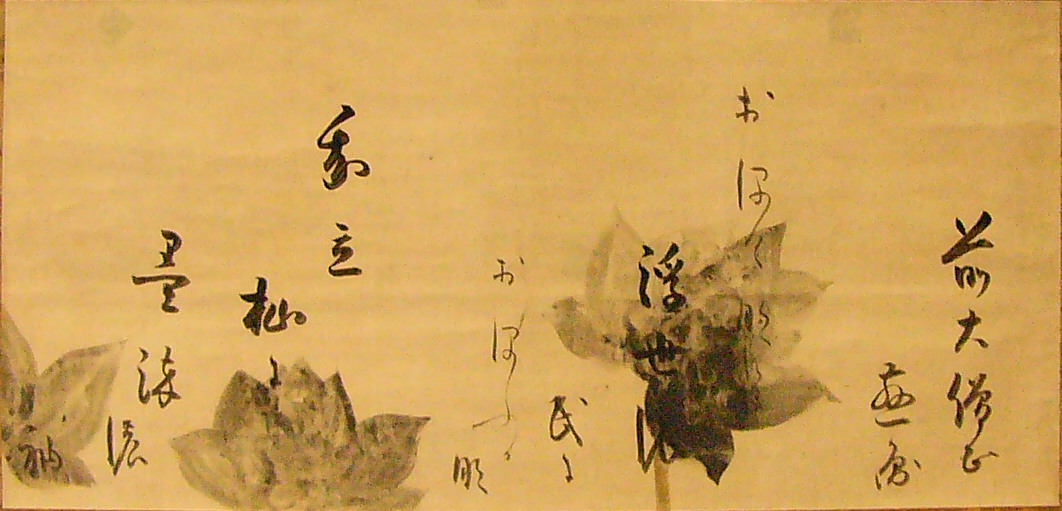
혼아미 고에쓰가 남긴 글귀

일본 문학의 기원은 구전 문학(口傳文學)에서 비롯하여 8세기 초에 최초의 기록 문학 형태를 갖추었다. :199 왕실에서 직접 주도하여 712년 신화와 전설에 관한 작품집인 고지키가, 720년에는 역사서인 니혼쇼키가 완성되었다. 또 759년 경에는 일본 최고(最古)의 시집으로 4,500편의 시가 수록된 만요슈가 등장하여 이 시기에 단가(短歌) 형태의 시가 문학이 나타났음을 입증하고 있다. :200 그 후 헤이안 시대의 귀족 문화에서 문학의 중심적인 역할을 담당했던 사람들은 궁중의 여관(女官)으로, 이 시기에 세이 쇼나곤, 무라사키 시키부 등의 여성 시인이 활발하게 활동한다. :200 센고쿠 시대와 에도 시대를 거쳐서 17세기에는 마츠오 바쇼가 17자의 단문 시 형식인 하이쿠를 만들기도 하였다.
근현대 일본 문학은 다양한 사조의 등장으로 문학 작품의 다양성이 강해져, 일본 내 뿐만이 아니라 전 세계적으로 인기를 끌었는데, 대표적인 작가로 나쓰메 소세키, 가와바타 야스나리, 오에 겐자부로 등이 있었다. :201~202

## 현대 대중문화컨텐츠
일본의 애니메이션과 비디오게임은 세계적으로도 큰 인기를 끌고 있는데 아니메의 경우 2019년 기준 해외수출액이 10조원을 돌파하고 닌텐도.캡콤,스퀘어,프롬 소프트웨어,아틀라스, 소니 등의 게임회사들 해외수출액도 조단위를 찍고 있다.
일본어 콘텐츠는 미국에서 스페인어권 콘텐츠를 넘어 외국어 프로그램 중 가장 높은 수요를 차지한다.

## 음악

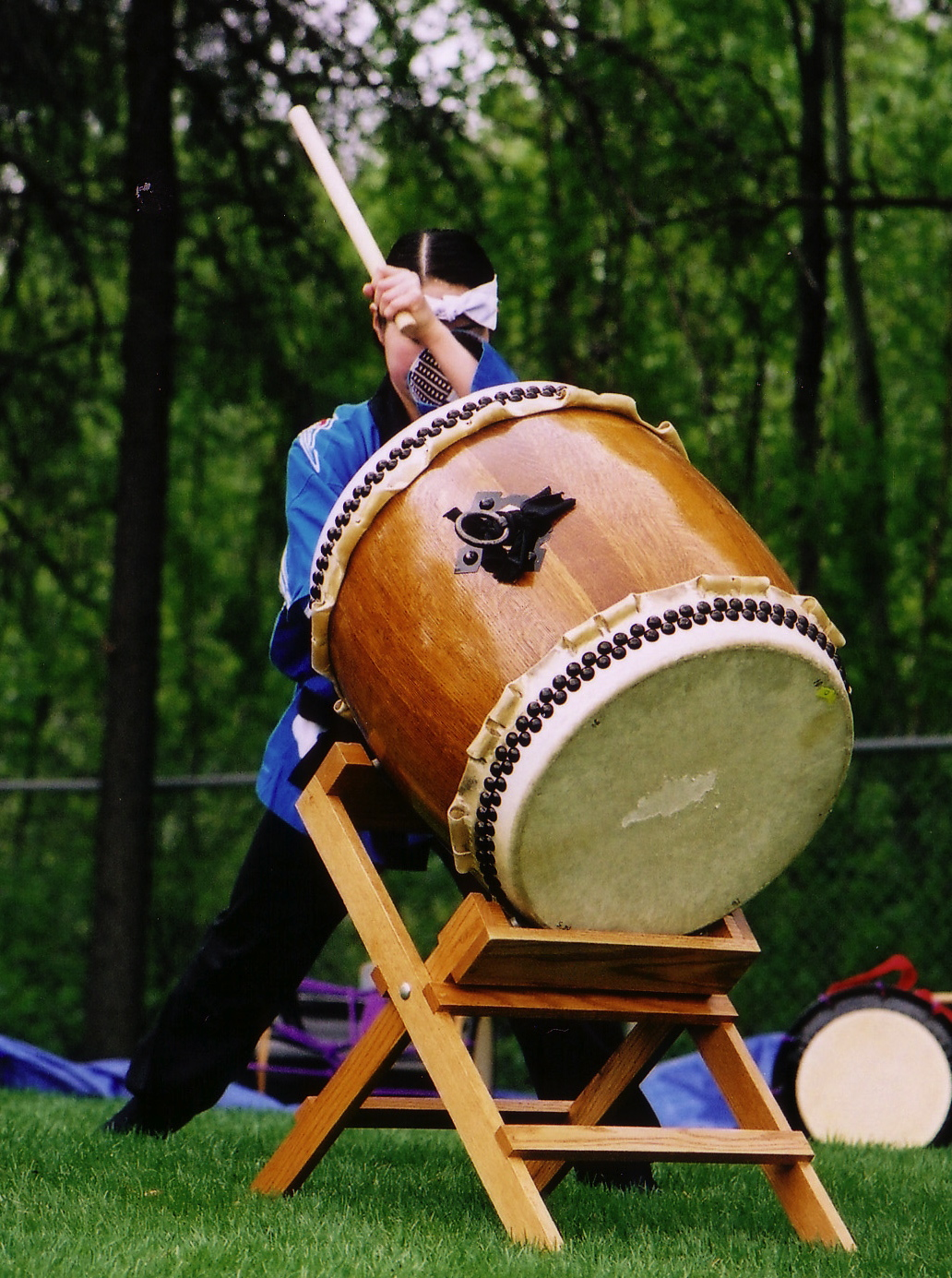
일본의 전통 악기인 태고

일본에서는 전통 음악에서부터 서양의 고전 음악, 팝송 등 다양한 장르의 음악을 쉽게 접할 수 있다. CD는 연간 4억 5천여장, 테이프는 2,300만여본이 제작되며, 야마하와 같은 악기 제조 업체들이 발전하여 잘 알려져 있다. :219 일본의 악기사 또한 다른 문화 분야의 역사처럼 오래되었는데, 중국의 위지에는 5~6세기에 한국으로부터 삼국시대 음악이 도래되기 전에도 일본 고유의 악기가 있었다는 기록이 남아있다.:550 5~9세기에 걸쳐서는 아시아의 주변 여러 나라로부터 대륙계 음악들이 유입되었고, 당나라의 당악과 불교 음악 등이 유입되기도 하였다.:550 사무라이들의 등장으로 궁정 귀족들이 몰락한 이후에는 향토 음악이 발전하였으며, 16세기 후반에는 류큐 열도로부터 샤미센과 기독교 음악이 전래되었다.:550 메이지 시대부터 현대에 이르는 기간에는 이전의 전통적 음악들을 보존하고 발전시켜왔으나 양악이 다양한 분야에 유입:550되면서 잠시 뜸해졌다가 현대에 이르러서 전통 예능 부흥 운동이 일어나 다시 왕성해지고 있다. :219~220

## 연극·영화

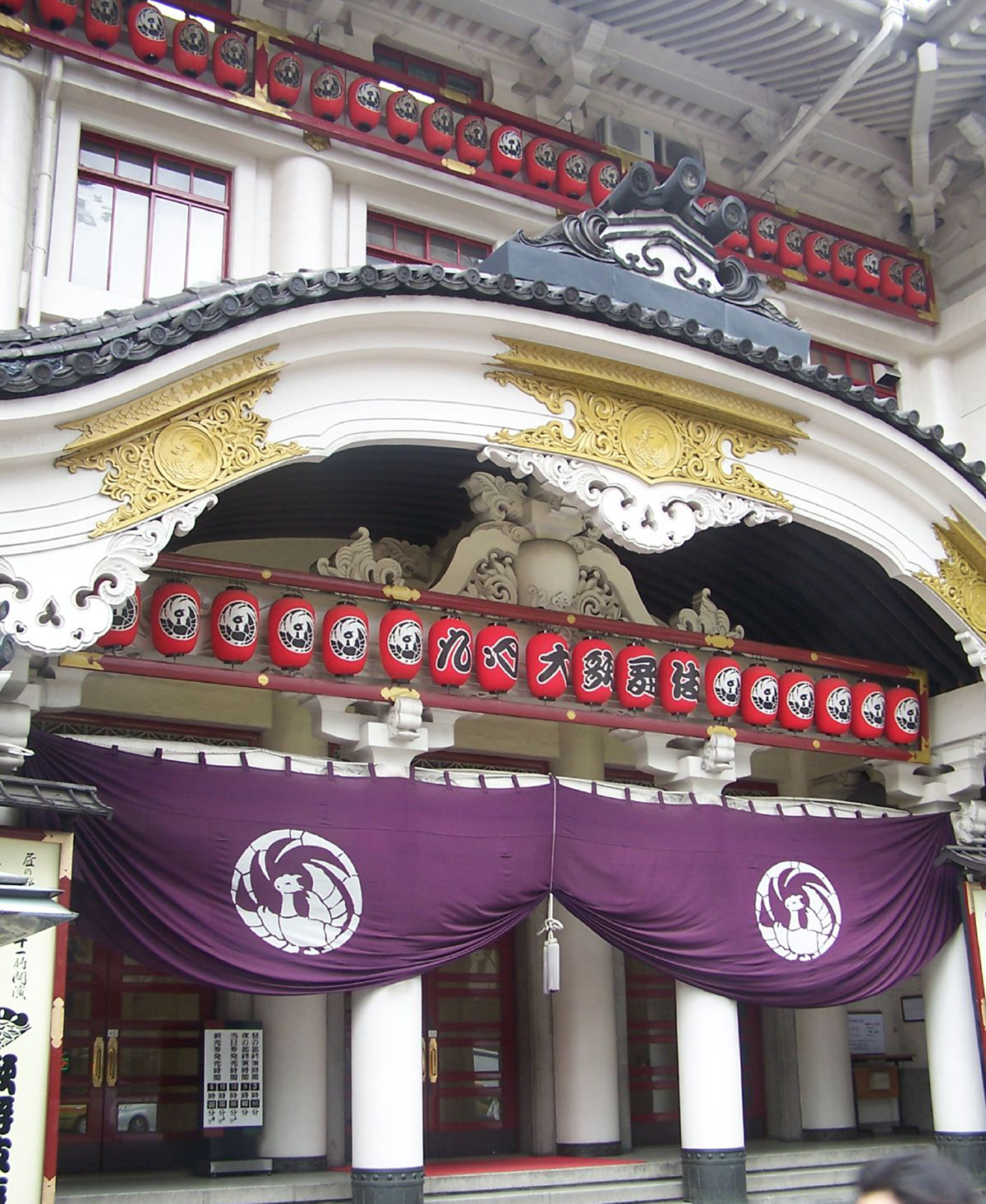
도쿄의 가부키자

오랜 역사를 지닌 무악(舞樂)을 비롯하여 노, 교겐, 인형극, 가부키, 각종 민속예능 등 이른바 전통 예능과 신파·오페라·발레·대중연극 등의 현대 연극 등 다양한 종류들이 있다. 일본 연극은 오랜 역사 속에서 주변의 여러 나라로 영향을 받으며 발달하여 온.:546 무로마치 시대에 간아미와 제아미 부자에 의해 노가 발전하였으며, 고전이다. :225~228 메이지 시대 이후에는 서양식 연극이 도입되었으며, 이외에 라쿠고나 고단과 같은 대중을 대상으로 한 만담(漫談) 문화도 유명하다. :231
한편 영화는 1897년에 최초로 그러한 개념이 들어와 1899년 첫 실사영화가 제작되었다.:547 오늘날의 일본 영화는 제작 편수에서는 미국과 인도의 뒤를 잇고 있으며 1950년대 이후 대외적으로 주목을 끌기 시작했다.:547 초기의 극영화는 신파극 계통의 현대극과 가부키를 바탕으로 하는 전통적 시대극으로 양분화되었으며, 영화를 만드는 기술 또한 원시적이었다.:547 그러다 다이쇼 시대 이후 닛카쓰와 쇼치쿠 등 전문 영화사들이 설립되어 일본에서 영화가 본격적으로 산업화되었다.:547 태평양 전쟁 도중에는 군부에 의해 정치적 선전 수단으로 활용되던 영화는 패전 이후 [[구로사와 1951년 베니스 영화제에서 일본 영화 중 최초로 수상한 기록을 남기기도 하였지만 텔레비전 방송의 등장에 따라 영화 산업 자체가 한 때 쇠퇴하기도 하였다.:547

## 건축과 공예

### 꽃꽂이

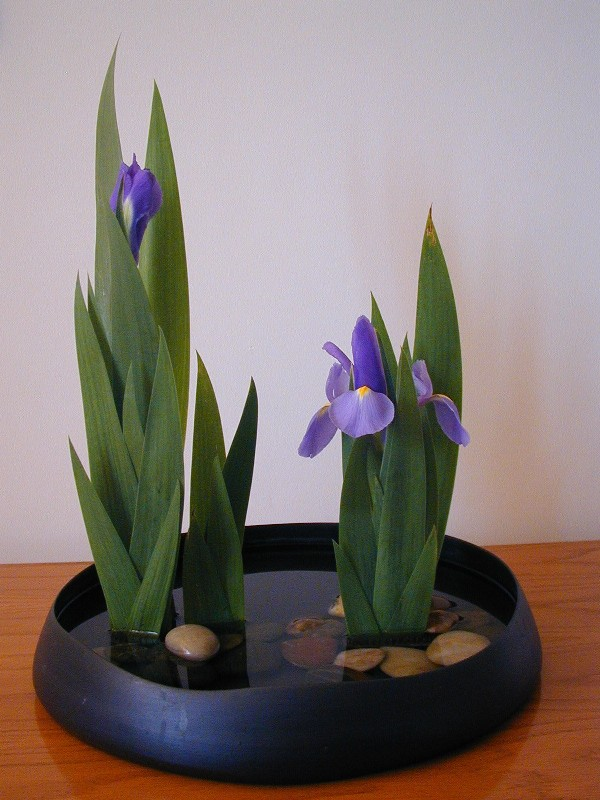
꽃꽃이

생활 예술 중 하나인 꽃꽂이(일본어: 生け花 이케바나[*]) 또는 화도(華道)는 16세기 경부터 시작되었다고 전해진다.:123 전통적인 꽃꽂이는 자연적인 상태의 소재와 모습을 중시:123하고 이념적인 의미를 부여해 왔지만, 현대에는 무생물인 철 조각이나 석고, 유리 등과 같은 인위적인 것들을 소재로 활용하는 전위적인 형태도 등장:123했다. 현대에 이르러서 꽃꽂이는 실내 장식의 중요한 요소이자 생활 취미로서 대중에게 보급되고, 서양식으로 변형을 준 플라워 디자인(Flower Design)도 유행하고 있다.:124

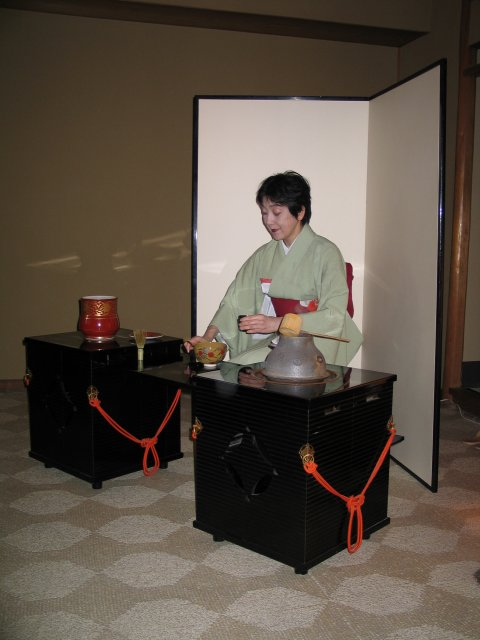
기모노를 입은 여성이 차를 준비하고 있는 모습

다도(일본어: 茶道, さどう 사도[*])는 일정한 작법에 따라 주객(主客)이 공감을 나누면서 차를 마시는 것으로, 원류는 중국이었지만 일본이 계승하여 예술적으로 바꾸었다고 평가받고 있다.:124 일본의 다도는 16세기 후반 센노 리큐가 완성하였다.:124
다도에서는 주로 말차(抹茶)라는 가루 형태로 정제된 찻잎을 다기에 넣어 뜨거운 물을 붓고, 대나무 막대로 저어서 거품을 낸 차를 마신다.:124 다도의 예법에는 사무라이의 예법이나 노의 영향이 나타나고 있는데, 이것은 일본의 전통적인 예의 작법에 강한 영향을 미쳤다.:124 현대 일본에서는 신부 수업의 한 과정으로서 다도가 행해진다.:125

## 회화

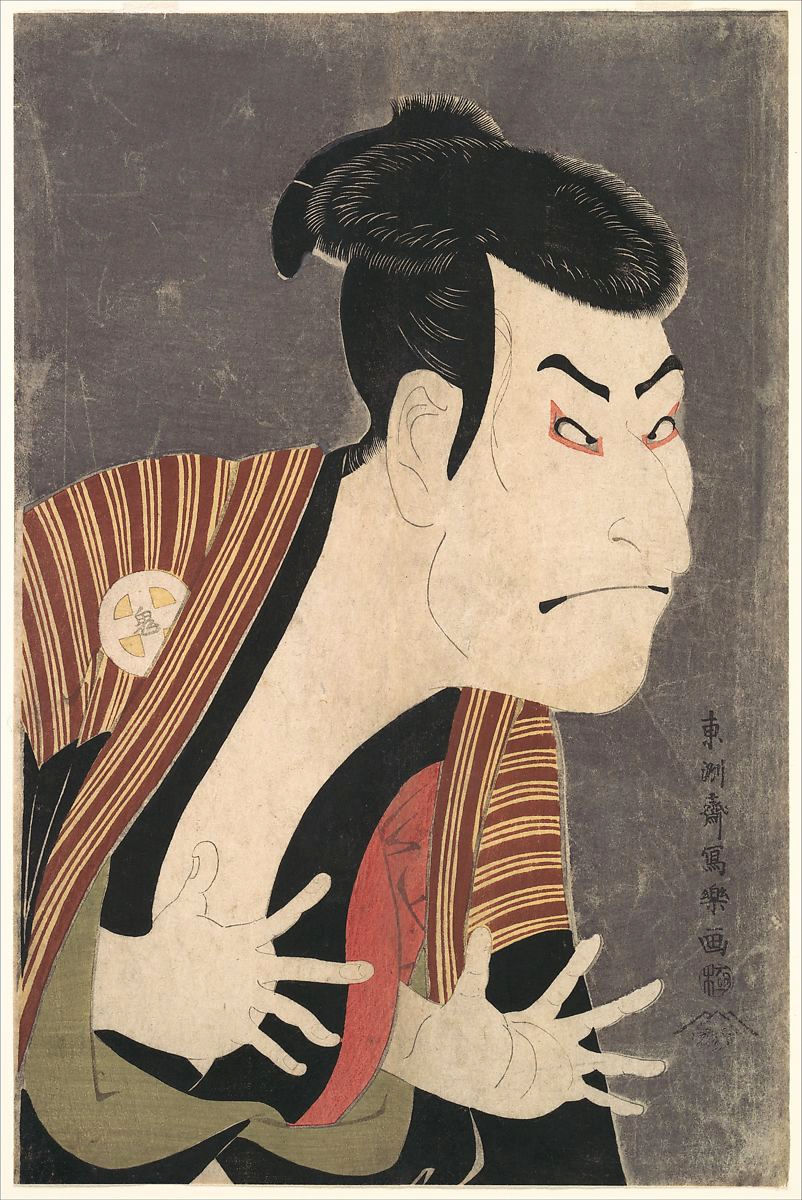
도슈사이 샤라쿠의 우키요에

현대 일본의 회화는 서양화와 전통 회화로 구분된다.:126 보통 학교의 정규 교육 과정에서는 유화, 수채화 같은 서양화를 많이 교육하고, 전통화는 감상 수준에서 다루어지고 있다.:126 그 때문에 전통화는 가정에서도 장식화 수준으로 다루어지며, 그러한 장식을 목적으로 전통화를 수집하는 애호가들도 많다.:126
일본의 전통 회화는 불교의 전래와 더불어, 부처의 그림과 같이 불교와 관련된 그림을 그리는 불화(佛畵)로부터 시작:126되었다가 10세기부터는 일본 열도의 풍경이나 풍속을 묘사하게 되었는데, 이것을 야마토에(大和絵)라고 불렀다. 한편 전통 회화의 다른 종류인 수묵화는 중국에서 들어와 15세기 경에는 일본 회화의 일부로서 독자적으로 발달하였으며, 묵의 진하기를 활용하고 주로 암시적인 표현을 사용하는 것이 특징이다.:126
또, 에도 시대의 회화로 오늘날에도 폭넓게 감상되고 있고 해외에도 널리 알려진 우키요에(浮世絵)이다. 민화의 한 양식으로 직접 그리는 육필화 형태로도 제작되었지만 특히 판화(版畵) 형태로 널리 보급되었다.:126 18세기 중엽에 스즈키 하루노부가 창시한 다색쇄 판화로 우키요에는 더욱 번성하였으며, 19세기에는 가쓰시카 호쿠사이, 안도 히로시게 등이 등장하여 우키요에의 최전성기를 맞아 우키요에의 화법이 서양으로 알려져 고흐 등의 후기 인상주의 화가들에게 영향을 주기도 하였다.:126

## 체육
인기 종목으로 야구·축구·럭비·배구·농구·검도·가라테 등이 있으며, 겨울철에는 스키·스케이트·아이스 하키가 성행하고 있다.:259 그 중 야구, 축구 등에는 국가대표 팀이나 J-리그 같은 프로 경기들도 활성화되어 있으며:259 텔레비전 등의 수단을 통해 종종 널리 중계되기도 한다.

### 스모와 유도

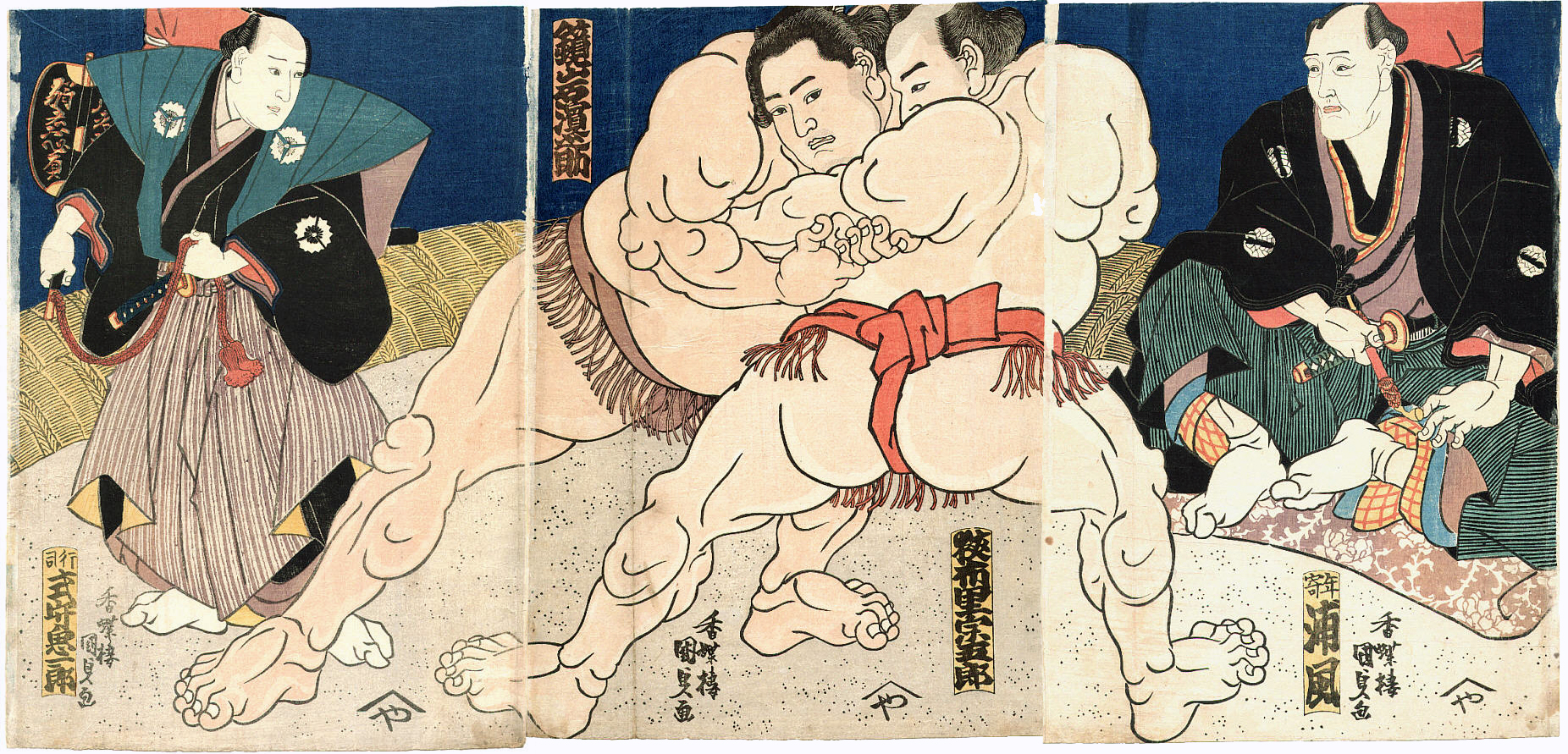
우타가와 구니사다의 스모에 관한 우키요에(1860년)

일본의 전통 씨름인 스모(일본어: 相撲, すもう)는 고대 일본 신화 시대부터 전해지는 운동으로 일본 신화에서는 신들끼리 이러한 형태의 씨름으로 승부를 겨루었다는 이야기가 전해진다.:259 이러한 스모는 고대 이후 단순히 체육으로서만이 아니라 농업 생활의 길흉(吉凶)을 점치고 신과 소통을 한다는 종교적인 목적에서 치러졌다.:259 그러다가 6세기 이후에는 종교적인 행사에서 유희를 목적으로 하는 체육 활동으로 변모하였다.:259
스모는 직경 4.55m 정도의 씨름판 위에서 리키시(力士) 두 사람이 힘을 겨루는 것으로, 양쪽 리키시 모두 훈도시와 마와시만을 착용하고 심판의 지시에 따라 서로 밀고 부딪치며 뒤엉켜서 싸운다.:260 승부의 결정 방식은 한국식 씨름과 유사하지만, 한국식 씨름과는 달리 씨름판 밖으로 밀어내는 것도 허용되며 단판승으로 정한다.:260

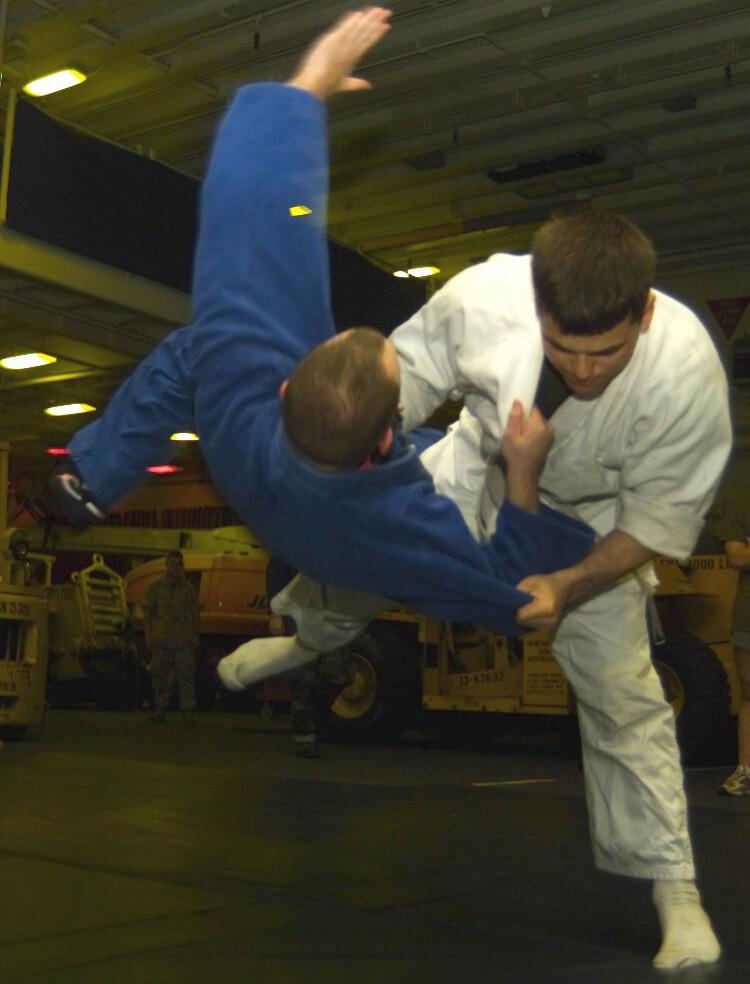
상대방에게 기술을 거는 유도 선수

프로 경기는 일본스모협회라는 공인 씨름 단체에서 주최하여 1년에 6번, 매달 15일에 도쿄에서 세 번, 오사카, 나고야, 후쿠오카에서 한 번씩 개최한다. 개최달 15일부터 약 15일 동안 매일 상대를 바꾸어 싸워서 승리한 수에 따라 우승자를 정하며 승률에 따라서 지위의 위아래를 가려낸다. 이처럼 스모는 일본의 국기 중 하나로서 국민들 사이에서 인기가 높아 텔레비전이나 라디오 중계를 통해 전 국민이 즐기고 있다. 이러한 프로 경기 이외에 학생을 대상으로 하는 아마추어 학생 대회도 각지에서 치러진다.:260
고대 일본에서 전해져 온 무술 중 하나인 유도(일본어: 柔道, じゅうどう 주도[*])는 19세기 이후 가노 진고로를 중심으로 1882년 강도관을 설립하여, 체계적인 연구와 지도가 이루어졌다.:260 여기서 전통적인 고대 무술이었던 유술, 즉 유도의 근대화 발전의 기초가 닦아졌다.:260 20세기 이후에는 남자 중학교 연령 이상의 체육 교육에 본격적으로 보급되어 유도의 대중화가 이루어졌다.:260 이러한 유도는 대한민국을 비롯하여 여러 나라에 전파되어 있다.

### 검도
긴 칼이나 죽도를 이용하는 기술인 검도(일본어: 剣道, けんどう 겐도[*])는 사무라이들이 등장한 7~8세기 경부터 등장하여 16세기 이후 급속도로 발전하여 여러 유파가 등장하였다. 17세기 이후에는 유교와 선종의 영향을 받아 도덕적인 수련을 추구하게 되었다.:261 실제 검을 사용하기도 하지만 보통 안전을 위해서 죽도를 사용하며, 18세기 이후에는 신체를 보호하기 위한 방구(防具)들이 만들어지게 되었다.:261
1970년대 국제검도연맹이 창설되는 등 검도 또한 다른 일본의 전통 무술들처럼 국제적으로 보급되고 있는데, 대한민국에는 일제 강점기 이후 일본에 의해 적극적으로 보급되어, 1952년 대한 검도회가 최초로 세워진 이후에 여러 유파가 등장, 태권도나 아이키도 등과 더불어 대중에게 보급되어 있다.

### 야구

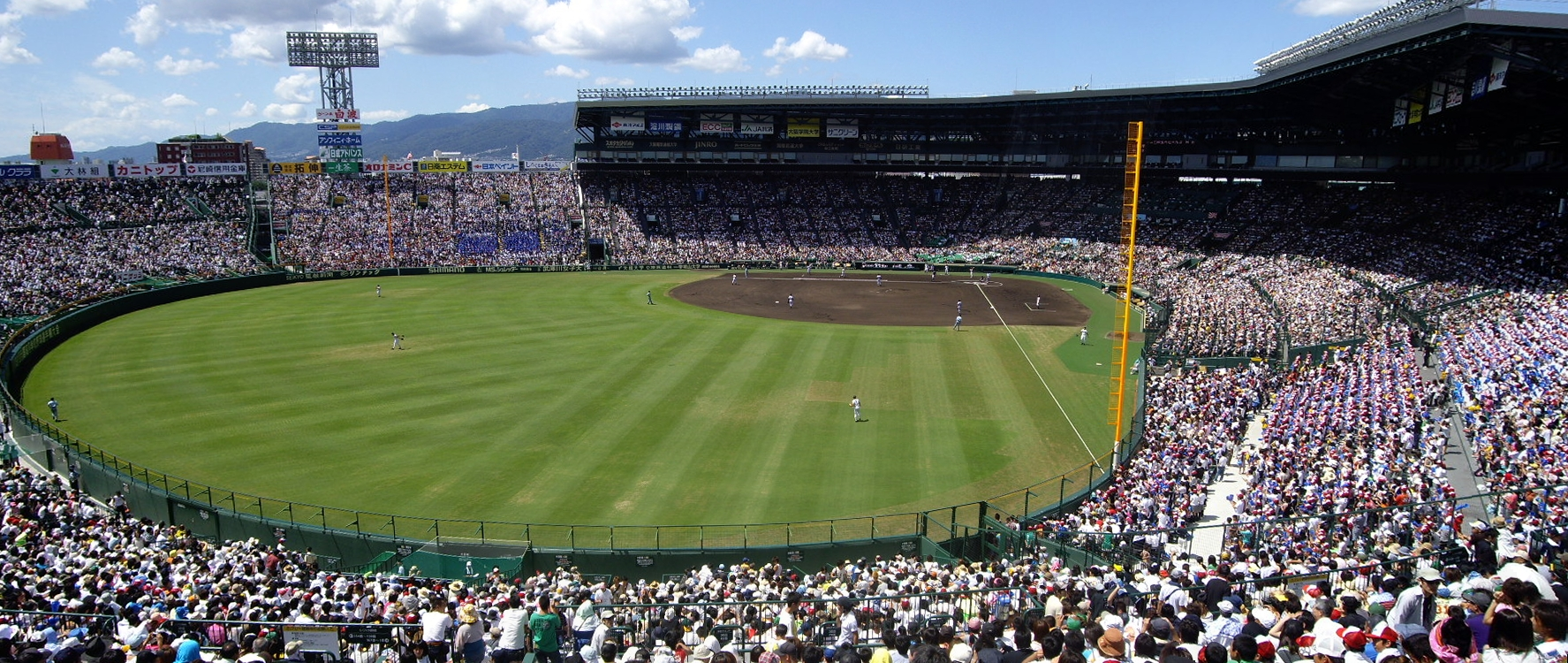
고교 야구 대회가 열리고 있는 한신 고시엔 구장 (2009년 여름)

일본은 미국에 이어 두 번째로 야구가 번성한 나라로 평가받으며:262 '야구'(野球)라는 명칭 또한 19세기에 야구가 최초로 일본에 전래되었을 때, 일본에서 번역을 통해 만들어진 명칭이다. 1873년에 미국으로부터 최초로 일본에 전래된 야구는 근대기에는 학교 야구를 중심으로 보급되었으며, 1934년 이후에는 프로 야구 대회가 등장하여 크게 발달하였다.:262
학교 야구는 전국의 대학교 야구팀이 치르는 경기와 고등학교 야구팀이 치르는 경기가 있는데, 대학교 리그는 인기가 좋지 못한 반면 매년 봄과 여름에 효고현 니시노미야시의 한신 고시엔 구장에서 열리는 전국 고등학교 야구 선수권 대회는 많은 팬들로부터 인기를 모으며:262 예선 참가팀까지 합쳐 총 4,000여개의 학교가 참가하는 대규모 경기이다.:262
한편 프로 야구는 센트럴 리그와 퍼시픽 리그에서 각각 6팀, 총 12팀으로 구성되어 있으며 2개의 야구 리그는 매년 4월부터 10월까지 총 780경기를 치르고 양대 리그 우승 팀 간에 일본 프로 야구의 최강자를 가리는 결승 대회인 일본 시리즈를 개최한다. 1998년 기준 약 2,170만명의 관중을 동원하였다.:262 텔레비전 방송국에서 1주일에 5일 내지는 6일 정도의 저녁 시간대를 야구 중계로 편성할 정도로 일본 프로 야구의 인기는 상당하다.:262

## 요리

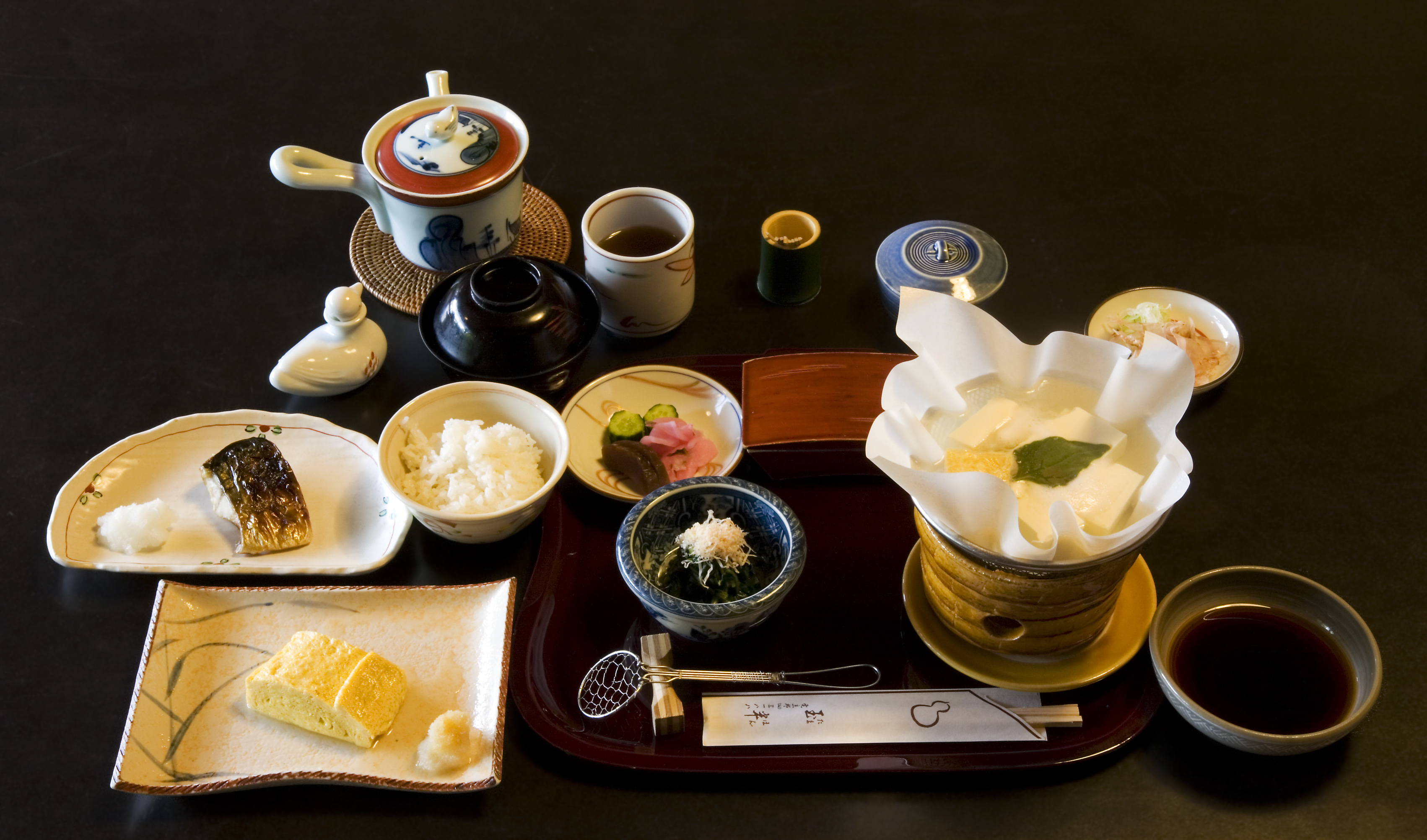
가이세키 요리

현재에 전해지는 전통 요리가 발달한 것은 에도 시대로, 전통 요리로는 연회용 정찬인 가이세키 요리와 혼젠 요리 등이 있다. 가이세키 요리의 경우 우선 국, 생선회, 찜, 구이 등이 먼저 나온 후,마지막에 밥과 쓰케모노가 나오는데 식단에 따라 5첩, 7첩, 11첩 반상이 된다. 또 한국이나 중국처럼 젓가락을 사용하지만 젓가락이 다른 나라들에 비해 많이 짧기 때문에 밥이나 국 같은 경우에는 입에 대고 먹거나 마신다.:170
현대 요리로는 여러 인스턴트 식품이 일본에서 발명되었는데, 1958년 닛신(Nissin)이 최초로 인스턴트 치킨 라면을 발매한 이래 1971년에는 컵라면이 등장하여 대한민국에까지 알려졌다.:164 인스턴트 식품의 인기가 폭발한 이후에는 냉장고에 보관하는 냉동 식품이 인기를 끌었고, 제2차 세계 대전 이전부터 존재했던 캔(Can)을 플라스틱 포장으로 바꾼 레토르트 식품도 발명되었다.:164 이처럼 현대의 일본 요리는 간편하게 요리할 수 있는 간이 식품을 중심으로 성장하였다.:170

## 의상
기모노라고 불리는 일본의 전통의상이 있다. 여름에는 유카타라는 의상을 입는다.

## 같이 보기
- 일본의 문화에 대한 한국의 영향(영어판)
- 코마이누(高麗犬/狛犬, 고려개)
- 선배와 후배(영어판)
- 혼네와 다테마에
- 일본식 경칭(영어판)
- 호메고로시(일본어판)